# De Buurt (Drechterland)
De Buurt is een buurtschap annex gehucht in de gemeente Drechterland, in de Nederlandse provincie Noord-Holland. Voor 1 januari 2006 behoorde de plaats bij de gemeente Venhuizen. Volgens het CBS telt de plaats 1240 inwoners (2008), maar dit is niet geheel correct, zie verder.
De Buurt is gelegen ten noorden van Venhuizen, waar het ook formeel onder valt. De Buurt is als plaats ontstaan nadat er dijken werden aangelegd. Op diverse plekken bij die dijken ontstonden boerenplaatsen. Deze groeide uiteindelijk uit tot een kleine kern van bewoning. De Buurt is tegenwoordig het verlengde van het dorp Venhuizen, opvallend is dat bij de duiding van het CBS, De Buurt veel groter is dan het in werkelijkheid is. Dit komt mede doordat het noordelijke deel van Venhuizen bij De Buurt wordt gerekend en ook de buurtschappen Westerbuurt en Oostergouw, ook al valt Westerbuurt formeel onder Hem.

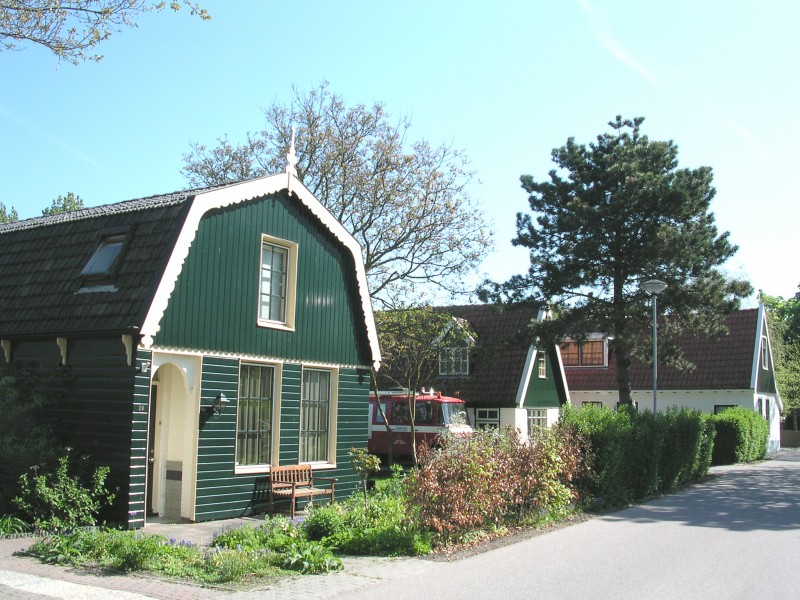
De typisch Westfriese huizen op De Buurt
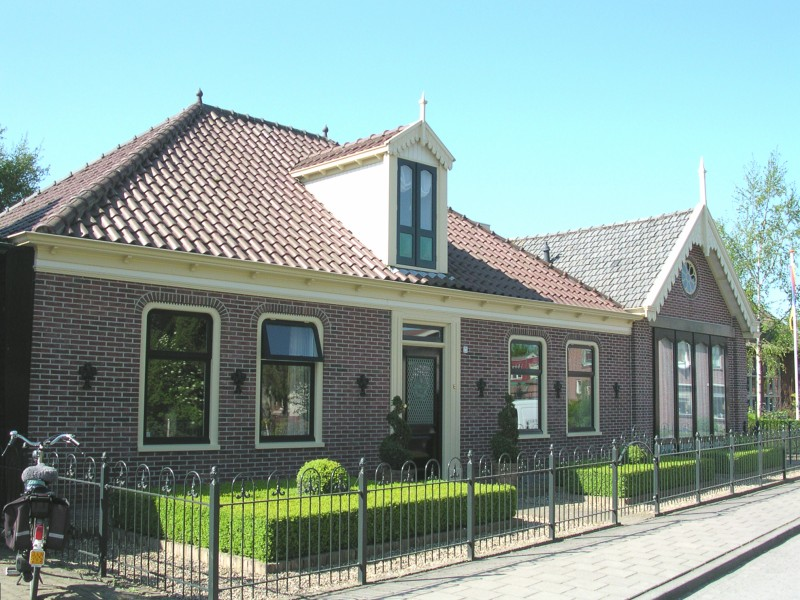
Burgerwoning met schilderswerkplaats

Dorpen: Hem · Hoogkarspel · Oosterblokker · Oosterleek · Schellinkhout · Venhuizen · Westwoud · Wijdenes

Buurtschappen: Binnenwijzend · Blokdijk · De Bangert (deels) · De Buurt · De Hout · De Weed · Kraaienburg · Leekerweg · Munnickaij (deels) · Oostergouw · Oosterwijzend · Oudijk · Tersluis · Westerbuurt · Westerwijzend · Wijmers · Zittend
Noord-Holland: Steden en dorpen      Nederland: Provincies · Gemeenten